# Hjælpeudsagnsord
Et hjælpeudsagnsord (hjælpeverbum) er et udsagnsord der benyttes sammen med et andet udsagnsord.

## Dansk
For dansk er der blandt grammatikere forskellige opfattelser af hvad der er hjælpeudsagnsord.
Nogle grammatikere synes at kategorisere hjælpeudsagnsord og de såkaldte mådesudsagnsord i to kategorier hver for sig.
Som hjælpeudsagnsord bliver da anset ordene blive, få, have og være,
mens mådeudsagnsordene (modalverber) anses for at være burde, kunne, måtte, skulle, turde og ville.
I Elementær Dansk Grammatik tilføjer Paul Diderichsen gide som et specielt mådeudsagnsord,
og hertil lægger Christian Becker-Christensen yderligere behøve.
I Grammatik over det Danske Sprog bliver hjælpeudsagnsordene knyttet til fire undergrupper:
De temporale hjælpeudsagnsord som er have og være,
de "modale hjælpeverber" (mådeudsagnsord) hvor de centrale er burde, kunne, måtte og skulle,
de kopulære hjælpeudsagnsord som er være, blive og komme
og til sidst diatesehjælpeudsagnsordene som er være og blive.
Her anses få ikke for at være et fuldt hjælpeudsagnsord.
I et engelsk-sproget værk over dansk grammatik anses burde, kunne, måtte, skulle, turde og ville for at være modale hjælpeverber ("modal auxiliary verbs") og behøve, få og gide for ikke at være fulde hjælpeudsagnsord (kun "semi-auxiliary verbs").
To udsagnsord kan indgå i en sideordnet verbumforbindelse, for eksempel "sidder og læser" og "står og glor".
Denne konstruktion anses ikke for at indeholde et hjælpeudsagnsord.
De er dog blevet kaldt "en slags hjælpeverber".

### Væremed supinum eller perfektum participium
For være med et -et-ord kan der være usikkerhed om gruppen af ord skal anses som hjælpeudsagnsord med supinum eller som et kopulativt verbum med et ord i perfektum participium. Flertalsformenen af (perfektum participium kan have -ede, men i ental ubestemt er der altid et overlap i formen. Der er ingen kongruensbøjning for supinum. Eksempler:
Bilen er malet. — malet som supinum eller perfektum participium i ental
Bilerne er malet. — malet som supinum
Bilerne er malede. — malede perfektum participium i flertal
Eksempel af Lisa Holm Christensen og Robert Zola Christensen:
Løfterne er afgivet. — supinum
Løfterne er afgivne. — perfektum participium
De to Christensenerne angiver at det sidstnævnte tilfælde "synes gammeldags".

### Hjælpeudsagnsordsrække
Hjælpeudsagnsord kan sættes efter hinanden. Eksempel:
"Mange beretter om at være blevet decideret shanghajet ved at have skrevet under på indmeldelsespapirer i fuldskab på diverse værtshuse."
Her er være og blevet hjælpeudsagnsord til udsagnsordet shanghajet.
Et længere eksempel er:
"Derimod mangler der et indeks, som ville kræves i en faglig udgivelse, mens den bredere appel ligeledes ville kunne være blevet forstærket af f.eks. et kort over Grønland, ..."
Her vil ville, kunne og være kunne blive anset som hjælpeudsagnsord. Blevet vil også blive hjælpeudsagnsord hvis forstærket anses som et udsagnsord i supinum.